# Bellaire (Beyne-Heusay)
Pour les articles homonymes, voir Bellaire.
Bellaire (en wallon Bèlêre) est une section de la commune belge de Beyne-Heusay située en Wallonie dans la province de Liège.
C'était une commune à part entière avant la fusion des communes de 1977.
Les autres localités de la commune sont Queue-du-Bois, Beyne-Heusay et Moulins-sous-Fléron.

## Démographie
- Sources : INS, Rem. : 1831 jusqu'en 1970 = recensements, 1976 = nombre d'habitants au 31 décembre.

## Liste des bourgmestres de 1830 à 1977
- Michel Deffet, de 1971 à 1977, (PSB).